# Sinularia loyai
Sinularia loyai is een zachte koraalsoort uit de familie Alcyoniidae. De koraalsoort komt uit het geslacht Sinularia. Sinularia loyai werd in 1983 voor het eerst wetenschappelijk beschreven door Verseveldt & Benayahu. 